# Fred Salmson
Fred Salmson, född 4 oktober 1941 i Stockholm, död 3 maj 2022, var en svensk målare och grafiker.

## Biografi
Fred Salmson var son till köpmannen A. Salmson och Elsa Vilhelmina Sandberg samt brorson till Jöran Salmson. Han studerade konsthistoria vid Stockholms universitet 1962–1963 och teckning för Evert Lundqvist och Ulf Linde vid Konsthögskolan i Stockholm 1966–1972. 
Separat ställde han ut på bland annat Konstnärsbolaget, Svenska Bilder, Thielska Galleriet och Färg och Form i Stockholm, Olle Olsson-huset i Solna och Nyköpings konsthall samt medverkade i ett stort antal grupp- och samlingsutställningar. Salmson är representerad vid Moderna museet i Stockholm, Borås konstmuseum, Statens konstråd och Rasjösamlingen.